# Якоруда (община)
Якоруда (болг. Община Якоруда) — община у Болгарії. Входить до складу Благоєвградської області. Населення становить 10 731 особа (станом на 1 лютого 2011 р.). Адміністративний центр громади — однойменне місто.
| Назва     | Станом на 2011 р. | Площакм2 | Стара назва | Назва       | Станом на 2011 р. | Площакм2 | Стара назва |
| --------- | ----------------- | -------- | ----------- | ----------- | ----------------- | -------- | ----------- |
| Аврамово  | 723               | 5,284    |             | Смолево     | 552               | 17,191   | Ілансько    |
| Бел-Камен | 563               | 10,962   |             | Черна Места | 417               | 3,055    |             |
| Бунцево   | 529               | 13,089   |             | Юруково     | 1187              | 16,744   |             |
| Конарсько | 968               | 18,920   |             | Якоруда     | 5792              | 254,031  |             |
|           |                   |          |             | Разом       | 10731             | 339,276  |             |